# Negacionismo do genocídio bósnio
Negacionismo do genocídio bósnio é a atitude de negar que tenha ocorrido o genocídio sistemático contra a população de bosníacos muçulmanos da Bósnia e Herzegovina, enquanto um ato planejado, em linha com as narrativas da intelligentsia sérvia e do establishment político-militar da Sérvia, ou negar que tenha ocorrido da maneira e na extensão definida pelo Tribunal Penal Internacional para a ex-Jugoslávia e peloa Corte Internacional de Justiça e descrita pela pesquisa acadêmica subsequente.
As duas cortes internacionais apenas divergiram no que diz respeito à responsabilidade direta na realização dos atos de genocídio na Bósnia e Herzegovina. A Corte Internacional de Justiça, em uma ação aberta pela Bósnia e Herzegovina contra a Sérvia e Montenegro, julgou que a Sérvia não era diretamente responsável por perpetrar crimes de genocídio, mas era responsível, à luz do Direito consuetudinário, por não cumprir a obrigação de 'prevenir e punir o crime de genocídio'.
Não obstante, em seu julgamente em 2007, a Corte Internacional de Justiça adotou a conclusão do Tribunal Penal Internacional para a ex-Jugoslávia, sobre a culpabilidade de Radislav Krstić, e concluiu que o que aconteceu em  Srebrenica e entorno, partir de 13 de julho de 1995, foi obra do Exército da República Sérvia 'com a intenção de destruir o grupo dos muçulmanos em Bósnia e Herzegovina enquanto tal', o que constituiu um ato de genocídio.

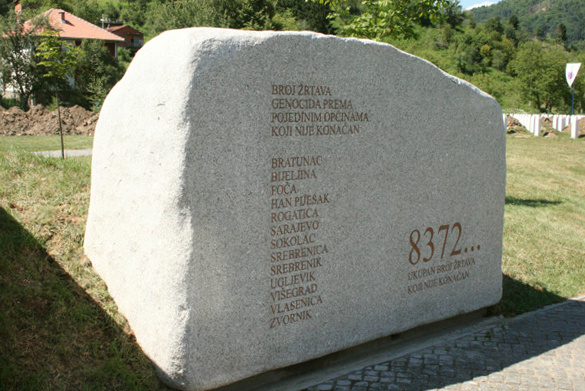
Memorial de genocídio em Srebrenica

## Contexto
O genocídio bósnio é amplamente reconhecido, por pesquisadores, como o maior crime de guerra perpetrado em solo Europeu desde a Segunda Guerra Mundial.
Algumas vezes, genocídio bósnio se refere ao genocídio de Srebrenica, perpetrado pelas forças dos Sérvios da Bósnia e Herzegovina no verão de 1995. Outras vezes se refere aos  crimes contra a humanidade  e à limpeza étnica nas áreas controladas pelo Exército da República Srpska durante a Guerra da Bósnia de 1992-1995.
O genocídio de Srebrenica, em 1995, incluiu o assassianto de 8 000 garotos e homens bósnios muçulmanos e a expulsão de 25 000 a 30 000 civis bosníacos da cidade de Srebrenica e entorno,  por unidades do Exército da República Srpska, sob o comando do general Ratko Mladić.
A campanha de limpeza étnica aconteceu nas áreas controladas pelas forças dos bósnios sérvios e teve como alvo os bosníacos e os croatas bósnios. Incluiu extermínio, confinamento ilegal, estupro em massa, assédio sexual, tortura, pilhagem e destruição de propriedade privada e pública, tratamento desumano de civis; perseguição de líderes políticos, intelectuais e profissionais; deportação ilegal e transferência de civis; também incluiu o bombardeio contra alvos civis, a apropriação e pilhagem de propriedades pessoais, destruição de casas e estabelecimentos, além da destruição sistemática  de locais de culto religioso.
Além do Tribunal Penal Internacional para a ex-Jugoslávia e da Corte Internacional de Justiça, outras organizações internacionais, como o Tribunal Europeu de Direitos Humanos e a Assembléia Geral das Nações Unidas, também passaram resoluções reconhecendo o genocídio ocorrido na Bósnia. De maneira semelhante, o Senado dos Estados Unidos, em sua resolução  134/2005, afirma que '"as políticas sérvias de agressão e limpeza étnica se enquadram na definição de genocídio". Além disso, três condenações por genocídio foram obtidas em cortes da Alemanha, com base em uma intepretação bem mais ampla de genocídio do que aquela usada pelas cortes internacionais.

## Nota
- Este artigo foi inicialmente traduzido, total ou parcialmente, do artigo da Wikipédia em inglês cujo título é «Bosnian genocide denial».